# ジェニファー・ホーキンス
ジェニファー・ホーキンス（Jennifer Hawkins, 1983年12月22日 - ）は、オーストラリアのモデル、ブランドアンバサダー（英語版）、起業家、テレビプレゼンター。2004年に行われたミス・ユニバース・オーストラリアと同年のミス・ユニバース2004で優勝したことで有名。
現在でも Australia's Next Top Model（英語版）のホストや、オーストラリアのデパート・マイヤーや Lovable Intimates, Mount Franklin Lightly Sparkling, ランドローバーの顔として活躍している。2つの成功を収めたブランド、ジェニファー・ホーキンス・スイムウェアの Cozi と Jbronze 日焼けラインの創設者兼最高経営責任者 (CEO) であり、成長を続ける不動産ポートフォリオの管理者でもある。

## 若齢期
ニューサウスウェールズ州のホルムスビル生まれ。現在は州都のシドニーに住んでいる。ニューサウスウェールズの West Wallsend（英語版）にある West Wallsend 高校に通った。4人兄弟である。ラグビーリーグのチーム Newcastle Knights（英語版）やバスケットボールのチーム Hunter Pirates（英語版）のチアリーダーやモデルとしても活躍した。ミス・ユニバース大会のためのミス・オーストラリアに選出されたのはモデルとしてであった。ヒップホップとバレエを専門とするオーストラリアでツアーを行ったダンスチームの振付師としても働いていた。

## 経歴

### ミス・ユニバース
ミス・ユニバース2004に参加する前に、2003年の大会でオーストラリア代表となった前ミス・オーストラリア、アシュリー・タルボットにアドバイスを求め、エクアドルへ行く前に基本的なスペイン語を学んだ。しかし、ミス・オーストラリアには参加しなかった。だが、新たに創設されたミス・ユニバース・オーストラリアの初優勝者となった。
2004年6月1日、エクアドルのキトでミス・ユニバースのページェントが開催された。イベントの1週間前には、優勝候補の6位にランクインした。最終審査で、オーストラリア人として準決勝進出したのは1993年のボニ・デルフォス以来であった。その後、夜のガウン審査の後トップ10に進んだ。そこでは、ボラがデザインした25,000オーストラリア・ドルの珍しいヴィンテージの銅ガウンを着用した。水着審査の後にトップ5に進み、最終的にはミス・ユニバースのタイトルを獲得した。残りの上位4名は、全員アメリカとカリブ諸国の代表者であった。シャンディ・フィネッセー（ミスUSA）（1位次点）、Alba Reyes（プエルトリコ）（2位次点）、Yanina Gonzalez（パラグアイ）（3位次点）、Danielle Jones（トリニダード・トバゴ）（4位次点）。1983年のロレーン・ダウンズ（ニュージーランド）、1997年のブルック・マヘアラニ・リー（USAハワイ州）を含め4人目のオセアニアからの優勝者であり、1972年にプエルトリコのドラドで開かれた大会で優勝したケリー・アン・ウェルズ以来2人目のオーストラリアからの優勝者であった（偶然に、どちらもスペイン語圏の国で開かれた大会であった）。
ホストであるビリー・ブッシュが「下からの雷」(thunder from down under) と発表したのち、前回の優勝者であるドミニカ共和国のアメリア・ベガが冠を授けた。
250,000ドル相当のミキモトの真珠が精巧にちりばめられた冠と高額な賞金を受け取った。1989年に優勝したオランダの Angela Visser 以来の金髪での優勝者であった。
ミスユニバースとして、ミス・ユニバース・オーガニゼーションの代表を務めた。2004年の「姉妹」のタイトル所有者は、シェリー・ヘニッヒ（ミス・ティーンUSA、ルイジアナ州出身）、シャンディ・フィネッセー（ミスUSAi、ミズーリ州出身）であった。その任期の間、韓国、バハマ、ブラジル、チェコ、ドイツ、ギリシャ、シンガポール、インドネシア、カナダ、トリニダード・トバゴ、インド、エクアドル、メキシコ、プエルトリコに赴き、ミス・ユニバース2005の開催国であるタイや母国のオーストラリアには複数回赴いた。ブラジルでは副大統領ジョゼ・アレンカールと公式会合した後、彼はジェニファーは「私が人生で見たなかで最も美しい女の子だ」と言った。また、2005年2月のブラジルのカーニバルでサンバスクールに入り（イヴとして）パレードに参加した初めてのミス・ユニバースでもある。
ミス・ユニバースとしての1年間の任務の一環として、ミス・ユニバース・オーガニゼーションにより提供されたニューヨーク市の川沿いのアパートに住んでいた。当時、モデルを続けながらテレビプレゼンターになることを希望していると述べている。
2004年にミス・ユニバースに就任した直後、オーストラリアのショッピングセンター、ウェストフィールド・ミランダで行われたファッションショーで、床についた自分のドレスの裾でよろけニュースになっている。驚いた群衆の前で赤いGストリングだけを残し、肌があらわになってしまった。後に謝罪し、笑いながら「良い下着をつけたかった」と付け加えている。この事件は、オーストラリアのナイン・ネットワークにより「オーストラリアのテレビでこれまで映った中で最も恥ずかしい瞬間」という疑わしい差別を受けた。この "wardrobe malfunction" は報道機関を通じて広く伝わり、Google によると "Jennifer Hawkins" のインターネット検索が急増したという。
ベトナムで行われたミス・ユニバース2008のファイナルで審査員を務めた。

### テレビ出演
2004年のメルボルンカップカーニバルでセブン・ネットワークと契約を結んだ。セブン・ネットワークのトラベルショー The Great Outdoors（英語版）で視聴者を世界中のツアーに連れていくゲストプレゼンターとしてが初めての出演であった。ミス・ユニバースとしての任期を終えたとき、この番組のレギュラープレゼンターとなり、結果として2006年の Logie で最も人気のある新女性タレント (Most Popular New Female Talent) にノミネートされた。2009年以降は、この番組の新たなエピソードは製作されていない。
2008年8月にセブン・ネットワークで始まったオーストラリアの Make Me a Supermodel のホストおよび審査員の1人となった。このシリーズは1シーズン放送された。
2010年8月、ホーキンスはセブン・ネットワークを離れ、契約満了後にナイン・ネットワークへ移ると報道された。
サラ・マードックの代わりにヒット番組 Australia's Next Top Model のホストとなった。

### 他
オーストラリア版『ダンシング・ウィズ・ザ・スターズ』(Dancing with the Stars) の第4シーズンに参加した1人であったが、第5シーズンでは出なくなった。2006年1月15日、『ダンシング・ウィズ・ザ・スターズ』の有名人に焦点をあてた『ディール・オア・ノー・ディール』(Deal or No Deal) の有名人バージョンに出演した。全ての Deal を拒否し、2000ドルを獲得した。
オーストラリアのアーティスト、ガイ・セバスティアンの恋の対象として、3枚目のアルバム Closer to the Sun からの2枚目のシングル Elevator Love のミュージック・ビデオに出演している。
アプレンティスの複数のエピソードに、ドナルド・トランプとともにカメオ出演している。スケジュールの衝突によりピンクパンサー2のソニア・ソランドレス役を断っている。この役は、結局元ミス・ワールドでボリウッドスターのアイシュワリヤー・ラーイ・バッチャンが演じた。

### 年表

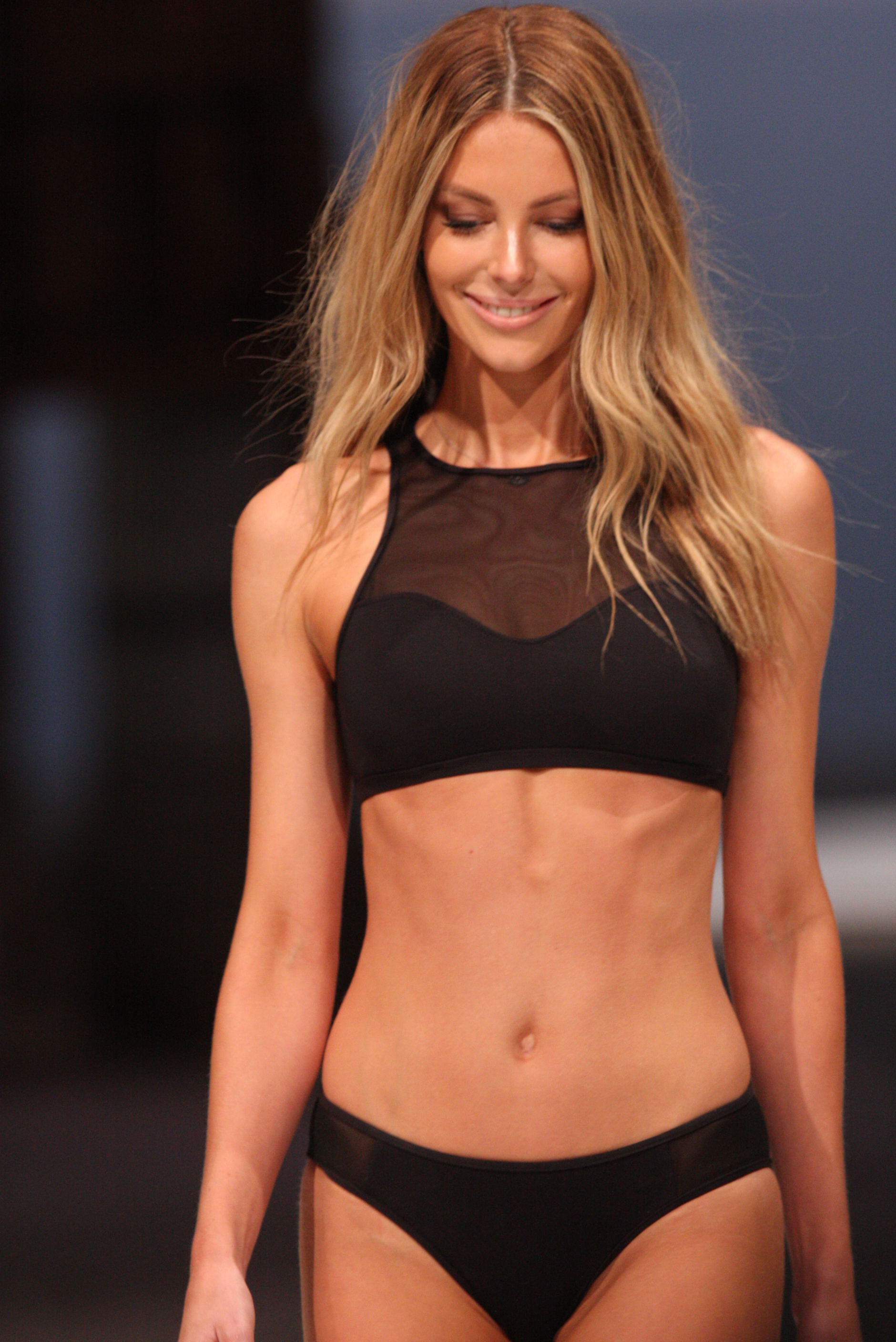
シドニーでのジェニファー

- 2005年7月、オーストラリアとニュージーランドの顔として個人衛生とスキンケアブランドの Lux と契約した[14]。
- 2006年9月、オーストラリアの顔として Lovable Australia ランジェリーと3年間の契約を結んだ[15]。
- 2006年8月、Henderson Land Development（英語版）と香港中華ガスの間で行われている香港の住宅開発 Grand Waterfront の大使に就任した[16]。彼女の第一面いっぱいのカラー写真は、いくつかの中国の新聞に広告として登場した。この開発の長短の広告は、ホーキンスを主要の被写体として、香港のプライムタイムのテレビで放映されている。
- 2006年、Covergirl のメイクアップの4番目のオーストラリアの顔になるために有利な推奨契約を結んだ。[要出典]
- 2006年11月、オーストラリアのシドニーで ASUS のラップトップを推奨した[17]。同社はスペシャルエディションピンクS6の EBay での販売売り上げを国立乳がん財団に寄付した。
- 2007年1月、オーストラリアのデパート Myer と400万オーストラリア・ドル相当の契約を結んだことが発表された。
- 2007年8月9日、男性雑誌 Zoo Magazine（英語版）は5万ドルでヌードモデルをするオファーを出したが、これを断っている。
- 2008年、自分の水着のラインを開発しマイヤーに接近し、8か月後、Cozi by Jennifer Hawkins が誕生した。
- 2010年1月6日、Butterfly Foundation を支持し身体像への積極的な態度を奨励するために、Marie claire のオーストラリア誌の2月号の表紙に裸で無修正で登場した[18]。
- 2011年、Range Rover の大使に就任し、オーストラリアのシューズブランド Siren と協力して JLH for Siren という署名範囲を開発した[19]。
- 2011年、Mount Franklin Lightly Sparkling の顔に契約し、Cozi ブランドのプリントをライセンス化し、継続的なボトルデザインのコラボを形成している。
- 2012年、Foxtel はホーキンスに近づき、Australia's Next Top Model の新たなホストと審査員になるよう打診し、サラ・マードックの後を継いだ。
- 2013年、3年間の計画と開発を経た自身の日焼けライン Jbronze が発表された。
- 2014年、大手不動産開発会社 Johnson Property Group により、最新の開発地である Lake Macquarie（英語版）の Trinity Point とジェニファーが幼少期の多くを過ごした近くの地域の顔になるよう依頼された。
- 2015年、Hobart City Centre に新たな Myer の店舗をオープンした。元々の店舗は2007年9月に火事で消失していた。

## 大衆イメージ

### 世間の反応
世間に受け入れられたのち、バサーストの学生 Daniel Dibley による2006年8月の第12学年の卒業記念の舞踏会の招待を受け入れている。後に他のカップルから気をひかれたくないという理由で断っているが、個人的にデートに行くことには同意している。

### 私生活
2013年6月4日、8年間付き合った Jake Wall と結婚し、インドネシアのバリ島にあるリゾート地で式を挙げた。2人は Wall がニュージーランドでプロポーズした後、18か月間婚約の状態にあった。